# Xuân Lôi
Xuân Lôi là một xã thuộc huyện Lập Thạch, tỉnh Vĩnh Phúc, Việt Nam.
Xã có diện tích 7,44 km², dân số năm 1999 là 5447 người, mật độ dân số đạt 732 người/km².